# Вагин, Всеволод Иванович
Все́волод Ива́нович Ва́гин (10 февраля 1823, Иркутск — 25 ноября 1900, Иркутск) — публицист, историк, географ, общественный деятель, прозаик, мемуарист, литератор.
Редактор и издатель газеты «Сибирь» (Иркутск, 1875—1877). Член Восточно-Сибирского отделения Русского географического общества с 1863 г., Гласный Иркутской городской думы (1872—1888). Награжден малой золотой медалью ИРГО (1889).

## Биография
Родился в семье чиновника. Учился в Омском училище Сибирского линейного казачьего войска, окончил уездное училище города Троицкосавска.
Был учителем, адвокатом, служил в Главном управлении Восточной Сибири (1840—1844 гг.), Иркутской комиссариатской комиссии (до 1850 г.), канцелярии Томской губернии (до 1855 г.), назначался окружным начальником в г. Каинск, работал во ВСОИРГО, в Иркутской городской библиотеке.
В 1872—1888 гг. избирался гласным Иркутской городской думы. В 1885 году был кандидатом на должность городского головы г. Иркутска наряду с такими известными жителями и меценатами, как Д. Д. Демидов, Н. Ф. Лаврентьев, В. П. Сукачёв, П. А. Сиверс, А. М. Сибиряков.
В 1847 году начал литературную деятельность, занимался также журналистикой и историческими изысканиями. Сотрудничал в журналах «Век» и «Дело», газетах «Восточное обозрение», «Голос», «Очерки», «Современное слово», «Московские ведомости», «Санкт-Петербургские ведомости», «Северная пчела» и других изданиях.
В общей сложности опубликовал свыше 200 работ по истории, географии, этнографии и экономике Сибири. Одна из наиболее значительных — «Исторические сведения о деятельности графа М. М. Сперанского в Сибири с 1819 по 1822 г.» (т. 1—2, 1872), написанная с позиций «государственной школы» в историографии. Считал, что государство является защитником народа и только оно может проводить прогрессивные изменения через идеальных управленцев. Общество же может заниматься лишь «малыми делами» в создаваемых государством либерально-демократических порядках.
В 1875—1877 гг. был редактором-издателем газеты «Сибирь» — единственного в то время всесибирского периодического органа. С её страниц выступал за реформы, которые положили бы начало гражданскому обществу в регионе. Делал акцент при этом на экономической стороне проблем: безопасности личности и собственности, а также экономической зависимости Сибири от Европейской России, которую предлагал смягчить за счет развития транспортной инфраструктуры, прежде всего — железнодорожной. В связи с критическими замечаниями в отношении местной администрации вместе с М. В. Загоскиным считался неблагонадёжным и подвергался обыскам в 1875, 1879 и 1880 гг. Одновременно подвергал критике радикально-террористическое крыло народничества, однако умел находить общий язык и продуктивно сотрудничать с представителями различных политических течений.
Был близок к областникам: признавал особенное положение Сибири в составе России, а также необходимость регионального самоуправления, но не считал это положение колониальным. Считал, что сибирский сепаратизм по состоянию на кон. XIX в. абсурден в силу социально-экономической неразвитости региона и его геополитически уязвимого положения между Европейской Россией и Китаем, хотя и признавал возможность такого сценария в отдалённом будущем, когда регион будет более развитым. Предлагал заменить в Сибири губернии на примерно равные по населённости округа с компетенциями штатов, а сам регион преобразовать в федеративную республику, которая должна была сохранить договорные отношения с Россией.
Значительная часть мемуарного наследия Вагина, в том числе дневник за 1879—1900 гг. объёмом в 1200 листов, не опубликована и хранится в его личном фонде в Государственном архиве Иркутской области.
Всеволод Иванович Вагин скончался 25 ноября 1900 года в Иркутске и был похоронен на Иерусалимском кладбище. Могила утрачена.